# Каталізатор
Каталіза́тор (від давньогрецького слова κατάλυσις, "розчиняти") — речовина, яка змінює швидкість хімічних реакцій (найчастіше знижуючи її енергію активації), а сама після реакції залишається хімічно незмінною і в тій же кількості, що й до реакції.

## Загальна характеристика
На молекулярному рівні каталізатори вступають в реакцію в одних елементарних актах і відновлюються в інших. На практиці каталізатори зазнають змін внаслідок побічних процесів. Основними характеристиками каталізаторів є каталітична активність та селективність.
Каталізаторами можуть бути різні речовини та в різному агрегатному стані (твердому, рідкому та газоподібному). Каталізатори, що прискорюють реакції (в сотні й навіть тисячі разів) називаються позитивними. Ті ж, що уповільнюють реакції, називають негативними (інгібітори). Саме явище зміни швидкості хімічної реакції під впливом каталізатора називають каталізом, а реакції, що відбуваються під впливом каталізатора — каталітичними.

## Гетерогенний каталізатор
Каталізатор, який знаходиться в іншій фазі, ніж реактанти.
Молекулярні частинки реактантів адсорбуються на каталітичній поверхні, де й відбувається реакція.

## Каталізатор Ціґлера-Натта
Комплексна сполука, що проявляє стереоспецифічну дію при полімеризації ненасичених вуглеводнів. Одержують з алкіл або гідриду металу (відновника) та легковідновлюваних галогенідів перехідних металів. Типовим представником є система триетилалюміній — тетрахлорид титану.

## Нуклеофільний каталізатор
Сполука (основа Льюїса), яка в нуклеофільних реакціях утворює активований комплекс, підсилюючи електроно-акцепторні властивості електрофільного субстрату. Активним каталізатором є лише така нуклеофільна сполука, що здатна витісняти із субстрату відхідну групу, тобто її нуклеофільність повинна бути значно вищою за нуклеофільність відхідної групи.